# Ballotpedia
Ballotpedia е неправителствена и непартийна онлайн енциклопедия за политика, която обхваща федерална, щатска и местна политика, избори и обществена политика в Съединените щати. Основана е през 2007 г. Тя се спонсорира от Институт „Луси Бърнс“ (организация с нестопанска цел със седалище в Мидълтън, щата Уисконсин). Първоначално е уики, което се редактира съвместно, но по-късно се редактира изцяло от платени професионални служители. Към 2014 г. в Ballotpedia работят 34 писатели и изследователи. През 2021 г. разполага с над 50 души редакционен персонал.